# Henric I al Saxoniei răsăritene
Henric I (supranumit cel Bătrân) (n. 1070–d. 1103), membru al Casei de Wettin, a fost conte de Eilenburg și apoi margraf al Saxoniei răsăritene.
Henric era fiul contelui Dedi I, margraf al Saxoniei răsăritene cu a doua sa soție, Adela de Brabant. În 1075, el a moștenit mărcile de Luzacia și Ostmark.
În 1089, ca urmare a depunerii anti-regelui Ekbert al II-lea de Meissen, lui Henric i s-a conferit și Marca de Meissen de către împăratul Henric al IV-lea, fiind primul membru al Casei de Wettin care să guverneze acea marcă. Aceasta fusese deținută anterior de către Vratislaus al II-lea al Boemiei, însă posesiunea acestuia nu a fost niciodată confirmată.
Henric a fost căsătorit cu Gertruda de Braunschweig, fiica margrafului Ekbert I de Meissen, cu care a avut un fiu, Henric, care i-a succedat în Ostmark.